# James McNerney
James McNerney, né le 22 août 1949 à Providence dans l'État du Rhode Island, est un chef d'entreprise américain. 
Diplômé des universités de Yale et Harvard, McNerney commence sa carrière en 1975 chez Procter & Gamble. Entré chez General Electric en 1982, il dirige plusieurs branches de l'entreprise durant les années 1990, notamment GE Aircraft Engines. Fin 2000, il est choisi par le conseil d'administration de la firme 3M pour occuper le poste de Chief executive officer. Entre 2005 et 2015, il est CEO et président du conseil d'administration du constructeur aéronautique Boeing.

## Biographie

### Jeunesse et formation
James McNerney est scolarisé à la New Trier High School, un établissement d'enseignement secondaire de Winnetka dans l'Illinois. Par la suite, il obtient un baccalauréat universitaire (BA degree) de l'Université Yale en 1971 et une maîtrise en administration des affaires (MBA) de la Harvard Business School en 1975,.

### Carrière professionnelle

#### Début de carrière
McNerney est recruté par la firme Procter & Gamble en 1975. Il est consultant en gestion pour le cabinet McKinsey & Company à partir de 1978,. 

#### General Electric
McNerney rejoint General Electric en 1982 et dirige plusieurs branches de l'entreprise. Il est notamment CEO et président de GE Lighting (en) de 1995 à 1997, puis de GE Aviation, alors appelée « GE Aircraft Engines », entre 1997 et 2000,. McNerney convainc Boeing d'adopter le réacteur GE90-115B pour son long-courrier 777-300ER et fait de GE Aircraft Engines le leader mondial dans son domaine,. Il fait partie des prétendants à la succession du CEO Jack Welch, parti en retraite en 2000, mais quitte l'entreprise lorsque le conseil d'administration porte son choix sur Jeffrey R. Immelt,.

#### 3M
Lorsque L.D. DeSimone annonce son prochain départ en retraite, la firme 3M se lance à la recherche d'un nouveau CEO. Son conseil d'administration, qui souhaite engager McNerney, doit patienter durant plusieurs mois. Il est finalement nommé en décembre 2000, après son départ de General Electric. Depuis la fondation de 3M en 1902, McNerney est le premier dirigeant recruté à l'extérieur de l'entreprise,.

#### Boeing
En 2001, McNerney est nommé au conseil d'administration de Boeing. En 2005, il est choisi pour succéder à Harry Stonecipher (en) au poste de CEO et devient président du CA. Il impose une discipline budgétaire, cherche à diminuer les coûts et augmenter la productivité du constructeur aéronautique. Il est critiqué pour son approche, jugée conflictuelle, avec les employés et les fournisseurs. Sous sa direction, le programme Boeing 787 connaît des retards et des surcoûts de développement, mais la bonne santé du marché permet à Boeing de prospérer. Dennis Muilenburg lui succède en 2015.

#### Autres activités
James McNerney est membre du comité exécutif la Business Roundtable.